# Władysław Filipkowski

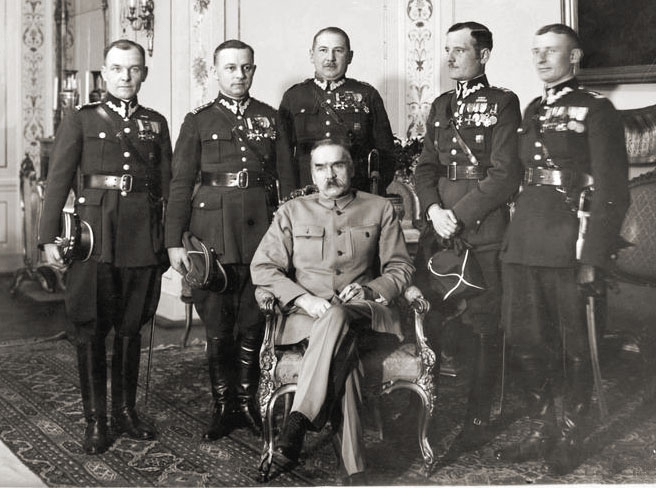
Józef Piłsudski z oficerami 1 DPLeg. Od lewej płk Stefan Biestek, płk Jan Kruszewski, płk dypl. Teodor Furgalski, ppłk Zygmunt Wenda, ppłk Władysław Filipkowski

Władysław Jakub Filipkowski, ps. „Cis”, „Janka”, „Orkan”, „Stach” (ur. 1 maja 1892 w Filipowie, zm. 17 kwietnia 1950 w Pieńsku) – pułkownik artylerii Wojska Polskiego, działacz niepodległościowy, kawaler Orderu Virtuti Militari, w 1994 roku mianowany pośmiertnie generałem brygady.

## Życiorys
Pochodził z rodziny ziemiańskiej. W 1909 roku ukończył gimnazjum w Suwałkach, w latach 1909–1914 studiował na Wydziale Prawa Uniwersytetu Lwowskiego, uzyskując absolutorium a także przez sześć semestrów na Wydziale Budowy Maszyn Politechniki Lwowskiej. Był w tym czasie członkiem Związku Strzeleckiego.
Od 1 sierpnia 1914 roku w Legionach Polskich, jako dowódca działa, plutonu, oficer wywiadowczy i adiutant dywizjonu haubic w 1 pułku artylerii Legionów. Walczył w Karpatach, na Bukowinie i na Wołyniu. 14 marca 1915 został mianowany chorążym, a 1 maja 1916 awansował na podporucznika. Po kryzysie przysięgowym uwięziony przez Niemców (od 22 lipca 1917 do 1 listopada 1918 roku).
Od 5 listopada 1918 roku w Wojsku Polskim, najpierw był referentem w Inspektoracie Artylerii w Warszawie, a od 29 listopada 1918 roku – adiutantem w Adiutanturze Generalnej Naczelnego Wodza. Od 11 lutego 1919 roku dowodził baterią w 2 pułku artylerii polowej, następnie od 1 listopada 1919 roku do 15 lipca 1921 roku kierował Wydziałem II Sztabu Dowództwa Okręgu Generalnego Lwów. Od 16 lipca 1921 roku był w 1 pułku artylerii polowej Legionów kolejno dowódcą III dywizjonu, od 11 lutego 1922 roku – zastępcą dowódcy pułku. 3 maja 1922 został zweryfikowany w stopniu majora ze starszeństwem od 1 czerwca 1919 i 76. lokatą w korpusie oficerów artylerii. 17 maja 1922 roku odznaczono go orderem wojskowym „Virtuti Militari" V klasy.  
1 grudnia 1924 roku prezydent RP nadał mu stopień podpułkownika z dniem 15 sierpnia 1924 i 18. lokatą w korpusie oficerów artylerii. 23 maja 1927 roku został wyznaczony na stanowisko dowódcy 1 pap Leg. W czasie przewrotu majowego zastępował nieobecnego dowódcę pułku pułkownika Kazimierza Schallego, wspierając Piłsudskiego. 10 listopada 1930 prezydent RP nadał mu stopień pułkownika ze starszeństwem z 1 stycznia 1931 i 6. lokatą w korpusie artylerii.
16 października 1935 roku został wyznaczony na stanowisko dowódcy 1 Grupy Artylerii w Warszawie. Obowiązki na tym stanowisku objął 1 listopada tego roku. 30 marca 1936 roku został wyznaczony na stanowisko zastępcy II wiceministra spraw wojskowych – szefa Administracji Armii. Z tego tytułu pełnił od 1 kwietnia 1936 roku do 15 maja 1937 roku funkcję prezesa Rady Administracyjnej Państwowych Zakładów Inżynierii w Warszawie. Od 24 maja 1936 roku był też członkiem Komendy Naczelnej Związku Legionistów Polskich, powołany w jej skład na XIII Zjeździe Związku przez jego Komendanta Naczelnego pułkownika Adama Koca. W czerwcu 1938 roku został dowódcą piechoty dywizyjnej 16 Pomorskiej Dywizji Piechoty w Grudziądzu, a w lipcu 1939 roku przeszedł na takie samo stanowisko w 1 Dywizji Piechoty Legionów w Wilnie.
W kampanii wrześniowej 1939 roku dowodził piechotą dywizyjną 1 Dywizji Piechoty Legionów, a następnie grupą własnego imienia złożoną z Grupy „Brześć” ppłk dypl. Alojzego Horaka, 77 pp ppłk. Stanisława Konstantego Gąsiorka oraz resztek 145 pp ppłk. Jana Korkiewicza. 25 września grupa znajdowała się w lasach na zachód od Krasnegostawu. 27 września podporządkował swoją grupę płk. dypl. Tadeuszowi Zieleniewskiemu. 29 września w Janowie Lubelskim kierował walką uliczną z pododdziałami niemieckiej 27 Dywizji Piechoty generała porucznika Friedricha Bergmanna, po czym jego grupa wycofała się w rejon Momot. 2 października w rejonie Domostawa-Momoty Górne Grupa pułkownika Zieleniewskiego złożyła broń przed sowiecką 14 Dywizją Kawalerii kombriga Wasilija Kriuczenkina. Pułkownik dostał się do niewoli sowieckiej we Lwowie, z której zbiegł i udał się do Otwocka, a później do Warszawy.
Od 1940 roku do lipca 1943 roku inspektor Komendy Głównej ZWZ/AK na Obszar Lwów, zaś od 1 sierpnia 1943 roku do 31 lipca 1944 roku komendant Obszaru Lwów. Kierował siłami Obszaru w trakcie operacji „Burza”, od 30 czerwca 1944 roku, przygotowując się jednocześnie do przeorganizowania Komendy Obszaru w Dowództwo Okręgu Korpusu nr VI. W kontaktach z dowództwem sowieckim, za zgodą Komendy Głównej AK, używał tytułu generała.
Po zakończeniu operacji „Burza” we Lwowie, ujawnił się i na czele delegacji AK udał się na rozmowy z generałem Michałem Żymierskim do Żytomierza, gdzie wraz z pięcioma towarzyszącymi mu oficerami został aresztowany w nocy z 2 na 3 sierpnia 1944 roku. Więziony w Kijowie, następnie w polowych więzieniach Smiersz 1 Frontu Ukraińskiego i w obozach internowanych w Charkowie, obozie NKWD nr 179 w Diagilewie, w lipcu 1947 roku internowany w obozie NKWD nr 150 w Griazowcu i Brześciu do początku listopada 1947 roku. Zwolnionego przewieziono do Białej Podlaskiej. Podjął pracę w Hucie Szkła w Pieńsku koło Zgorzelca jako dyrektor administracyjny. Zmarł w Pieńsku, został pochowany na cmentarzu Powązkowskim w Warszawie (kwatera 216-2/5-18/19).
Postanowieniem Nr W.111-48-94 Prezydenta Rzeczypospolitej Polskiej Lecha Wałęsy z dnia 28 września 1994 roku mianowany został za szczególne zasługi w działalności konspiracyjnej i w walce zbrojnej z niemieckim okupantem, pośmiertnie, do stopnia generała brygady

## Życie prywatne

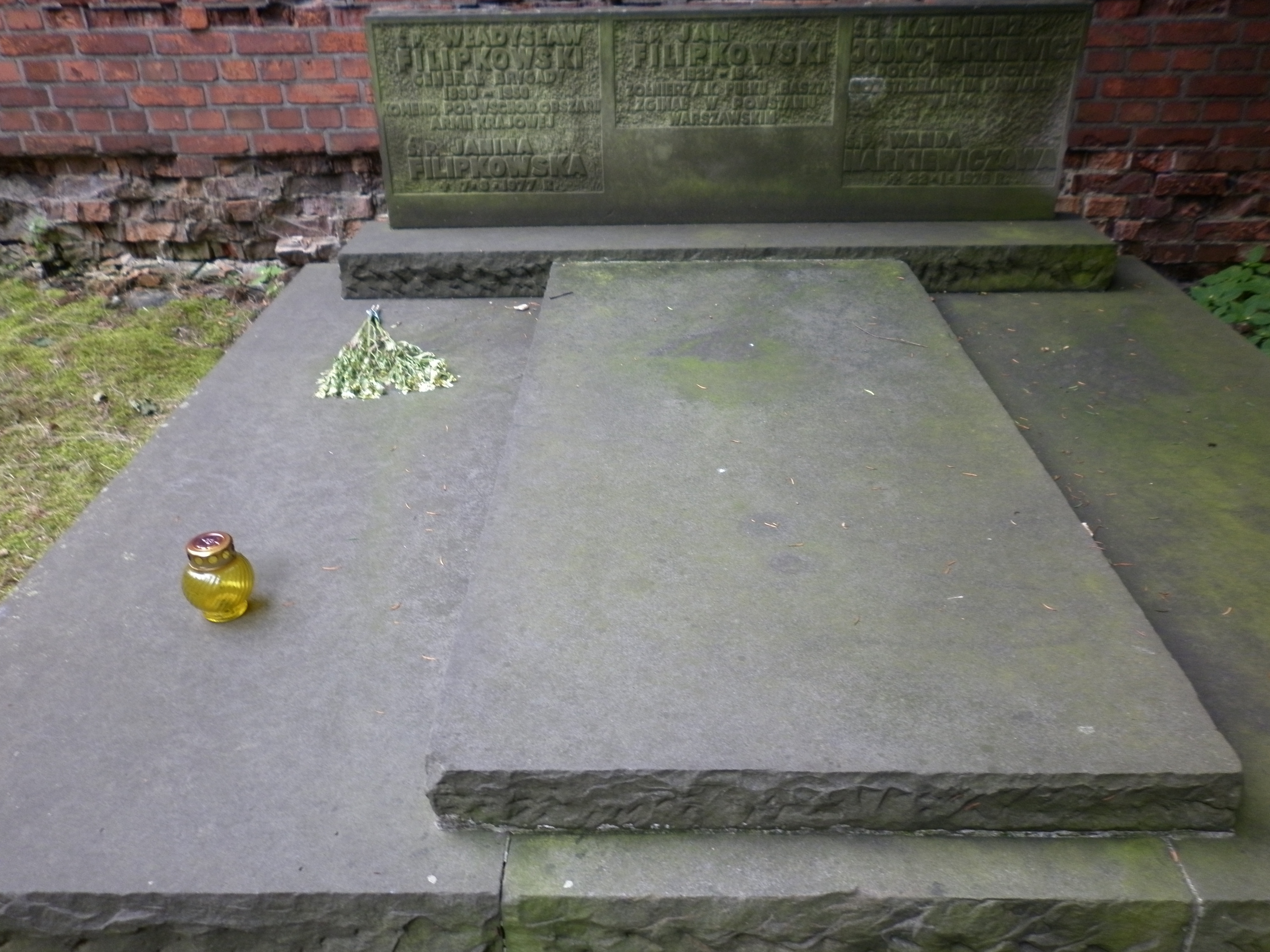
Grób Władysława Filipkowskiego

Był żonaty z Janiną Obiedzińską (zm. 1977), która w czasie wojny była żołnierzem AK na północnym Mazowszu. Miał dwóch synów: Jana (1922–1944), studenta Politechniki Warszawskiej i żołnierza pułku „Baszta”, poległego w ostatnich dniach powstania warszawskiego oraz Andrzeja (1926–2021), żołnierza AK na północnym Mazowszu, więźnia politycznego w latach 1948–1956. Posiadał majątek we wsi Modzele-Bielne (obecnie część wsi Jurzynek), po wojnie został zmuszony do wyjazdu do Warszawy (majątek sparcelowano), a następnie do miejscowości Pieńsk (na Ziemiach Odzyskanych).

## Ordery i odznaczenia
- Krzyż Srebrny Orderu Wojskowego Virtuti Militari nr 7507 – 17 maja 1922[12][3]
- Krzyż Niepodległości – 12 maja 1931 „za pracę w dziele odzyskania Niepodległości”[13]
- Krzyż Oficerski Orderu Odrodzenia Polski – 11 listopada 1936 „za zasługi w służbie wojskowej”[14][15]
- Krzyż Walecznych dwukrotnie[16] – 1922
- Złoty Krzyż Zasługi – 16 marca 1928 „za zasługi na polu wyszkolenia wojska”[17][16]
- Medal Pamiątkowy za Wojnę 1918–1921
- Medal Dziesięciolecia Odzyskanej Niepodległości
- Krzyż Komandorski z Gwiazdą Orderu Korony Rumunii – 1939